# Téralakítás
Egyfajta evidenciaként tárgyalják az építészetelmélettel foglalkozó könyvek, hogy a téralakítás az építészet lényege, illetve alaptevékenysége. Ennek ellenére a fogalom szabatos meghatározását ezekben az átfogó művekben nem találjuk. Némelyikük (Uj Idők) megelégszik azzal a sommás megfogalmazással, hogy (az építészet) „Esztétikai szempontból a téralakítás művészete”. Meghatározást a fogalmat német nyelvterületen bevezető August Schmarsow sem ad, de egyértelművé teszi, hogy számára a téralakítás a tér külső és belső térre osztása, e két egység
- elhatárolása és
- kapcsolatainak megteremtése.

Ennek megfelelően a téralakítás eszközeinek három osztályát különbözteti meg:
- térlezáró (raumschließende) elemeket (fal, járótalaj, lefedés, tető),
- a teret megnyitó (raumöffnende) elemeket (ajtó, ablak, oszlopközök) és
- az előző kettő között közvetítő, kettős funkciójukban a térelválasztó (raumtrennende) elemeket (pillérek, oszlopok, árkádok, balusztrádok stb.).

## Története
Az építészet egyik fő problémája minden időben az volt, hogyan lehet a rendelkezésre álló anyagokkal minél nagyobb belső teret lefedni. A legnagyobb nehézséget a lefedés módja, a falak közötti távolság áthidalása okozta. Ezt a távolságot kétféle módszerrel növelték: újabb építőanyagok és újabb épületszerkezeti elemek bevezetésével. Az új anyagok és szerkezetek új statikai megoldásokat követeltek, mivel a terhet és tartást, a mennyezetet és a tartófalakat szilárd egyensúlyba kellett hozni. Az építmény csak szilárd, ha szerkezete megfelel a statika törvényeinek.

### Építőanyagok

#### Föld és természetes növényi anyagok
Amikor az ősember a természetes üregeket, barlangokat használt szálláshelyül, építészete elsősorban belsőépítészeti jellegű és szigorúan funkcionális volt: az üregeket céljainak megfelelően alakította át (megnagyobbította őket, tűzrakó-, illetve hálóhelyeket, raktárakat stb. alakított ki, lezárta, beszűkítette, illetve kitágította a bejáratot, megkönnyítette az egyes termek, csarnokok közötti átjárást stb.
Szabad téren az első építmények a jellemzően ovális alaprajzú alvógödrök, lombsátrak és szélvédők voltak (Pogány). A kőrézkorban jelentek meg a földkunyhók, majd a kerek- és az immár téglalap alapú hosszúházak. A szerkezeti elemeket kezdetben fából ácsolták, a szerkezet elemeit sással vagy folyondárokkal kötözték egymáshoz. A gerendaházakban ezek közeit ugyancsak fával töltötték ki, ott pedig, ahol kevés volt a fa, földdel.

#### Megmunkált természeti anyagok
A folyómenti kultúrákban (Egyiptomban a Nílus völgye, Mezopotámiában a Tigris és az Eufrátesz völgye, az Indus és a Sárga-folyó völgye)  a földet hamarosan fölváltotta a napon szárított agyagtégla (Gerő), majd a vályog. A hőszigetelést fűfélékből (Poaceae) készült szőnyegekkel, illetve függönyökkel javították, és gyakran ilyeneket alkalmaztak a belső terek elválasztására is (Hajnóczi).
Az így készült épületek azonban nem voltak tartósak. A következő nagy változás a misztikus hiedelmek intézményesülésének, vallásokká alakulásának eredménye. Ennek hatására a szakrális építészet elkülönült a világitól, és ez a különállás a 20. századig meg is maradt. A szakrális építmények egyrészt időtlenségre, időtállóságra törtek, másrészt a (halandó) ember és a(z örök) természetfölötti erők, illetve lények kapcsolatát voltak hivatottak kifejezni. Ennek megfelelően a szakrális építmények két őstípusává a nyílt téren elhelyezett, körüljárható építmények (menhirek, dolmenek, cromlechek stb.) voltak, másrészt a szertartások jellemzően zárt és közösségi terei (szentélyek, templomok). Az ekkor ismert legtartósabb anyag a kő volt, tehát ezek az építmények jellemzően kőből, az égetett tégla feltalálása után kőből vagy téglából készültek.
A megmunkált kőtömböket eleinte (megalitikus építészet) kötőanyag nélkül rakták egymásra. A hézagokat alkalmasint agyaggal vagy más módon tömítették. Kb. i.e. 3000-ben jelent meg, majd jutott mind nagyobb szerephez a habarcs. A kezdeti mészhabarcsokat a Római Birodalomban jórészt a puccolán váltotta fel, de ennek használata Nyugatrómai Birodalom bukása után feledésbe merült, és csak a 18. században fedezték fel újra. A korszerű, nemcsak kötőanyagnak, de hőszigetelésre (vakolatnak) is használt cementeket a 18/19. század fordulója óta gyártják. Ez a cement alapozta meg a beton feltalálását.
A modern építészet kezdetét az acélszerkezetes épületek megjelenésétől számíthatjuk; ezek legismertebb példája az Eiffel-torony.
Az acélszerkezet és a beton kombinálásából jött létre a vasbeton. Vasbeton szerkezetekkel gyakorlatilag bármilyen  távolság áthidalható; ennek eredményeként a téráthidalás problémáit műszaki-művészi eszközök kombinálásával megoldó „klasszikus építészet” véget ért; korunk építőművészeit már csak a megrendelő igényei és pénzügyi lehetőségei korlátozzák.

### Épületszerkezeti elemek
A fagerendák és támaszok helyettesítésére az időtállónak szánt épületekben kőgerendákat, illetve oszlopokat alkalmaztak.

#### Architráv
Az oszlopok közötti távolságot eleinte vízszintes architrávokkal hidalták át. Ezek nem lehettek 3-4 méternél hosszabbak (ez függött a kőzet fajtájától), ezért az oszlopoknak sűrűn kellett állniuk. Nagyobb belső tereket csak úgy tudtak kialakítani, hogy a mennyezetet több oszloppal alátámasztották. Vízszintes áthidalásokkal egységes, nagy belső tereket még nem tudtak létrehozni. Az oszlopokat jellemzően sorokba rendezték úgy, hogy ezekben kisebb közöket hagytak, mint a sorok között. Az egyiptomiak külön ügyeltek arra, hogy az oszloperdőn ferdén ne lehessen átlátni, amivel a teret párhuzamos, folyosószerű részekre osztották. Ezt a jelleget hangsúlyozták azzal is, hogy a fedő gerendákat általában a közlekedés irányával párhuzamosan fektették fel (Hajnóczi).
Az oszlopok, pillérek törzse az entázis megjelenése előtt a magassággal arányosan vékonyodott, más támasztó eszközöket jóformán nem alkalmaztak. A fedett oszlopcsarnok világítását úgy oldották meg, hogy a középső két oszlopsort (középső hajót) a többinél magasabbra építették, és az alacsonyabb hajók fölött bevilágító nyílásokat hagytak. Ez az ún. hipetrális csarnok lett a későbbi bazilikális elrendezés előképe, miként az első átmeneti kortól sudarasított, úgynevezett protodór oszlopok a klasszikus görög-római oszloprendekéi (Gerő).

#### Boltozatok és kupolák
A római téralakítás a vízszintes kőgerendák helyett félköríves, ún. „archivolt” boltíveket alkalmazott, amivel jóval nagyobb távolságokat tudtak áthidalni. A félhenger alakú dongaboltozattal már 20–30 méteres termeket is le tudtak fedni. Két, keresztirányban egymásba tolt félhengerből alakult ki a keresztboltozat a hosszanti hajókra merőlegek kereszthajókkal.
A római építészet legkiemelkedőbb teljesítménye a kupola. A félgömb alakú boltozat megépítése nagyon nehéz, de minden korábbinál jóval nagyobb belső tereket fedhet le. A Pantheon 43 m átmérőjű kupolája a legnagyobb egységes belső tér, amit a klasszikus építészet lefedni tudott.
A kupolaépítést bizánciak fejlesztették tovább. Az Hagia Sophia bazilika 31 méter átmérőjű és 55,6 méter belmagasságú főkupolája már nem kör alaprajzú falon nyugszik, hanem csegelyek (gömbháromszögek) viszik át a terhelést az alátámasztás négy pontjára. A csegelyes kupola négyzet alakú terek lefedését is lehetővé tette. Belső tere a térkapcsolás nagyszerű példája: a kupola alatti négyzetes térhez elöl és hátul is egy-egy negyedgömbbel fedett tér és ezekhez további három kisebb, félköríves tér kapcsolódik. A központi térhez oldalt, az oszlopok mögött további termek csatlakoznak — ezek a megoldások számos későbbi alkotást inspiráltak.
Az ókeresztény templomok építői visszatértek a vízszintes fagerendás tetőzethez. Ez nemcsak az épület méreteit határolta be, de nagyon tűzveszélyes is volt. Ezért 1000 körül újra alkalmazni kezdték a rómaiak által kialakított boltozattípusokat, főleg a keresztboltozatot. A templom főhajóját a hüposztil csarnokokhoz hasonlóan magasabbra emelték. Így jött létre a román emelt záradékú keresztboltozat, amely nem két félhenger, hanem két félhordó alakú donga keresztirányú egymásba hatolása. Az ilyen, román stílusú keresztboltozatok lehetővé tették a templomhajók szélességének és egyben befogadóképességének a növelését, és egyúttal a tűzveszélyt is csökkentették. Hátrányuk volt viszont, hogy a kőboltozat nagy tömege miatt a falakat nagyon vastagra kellett méretezni, és azokon csak kis ablakokat nyithattak rajtuk.
A gótikus stílusban a boltozatok nyomását nem vastag falakkal fogták fel és vezették a föld felé, hanem pillérekkel és a falakat kívülről gyámolító támpillérekkel. A statikai szilárdságot támpillérek tetejét díszítő tornyocskákkal, fiálékkal növelték. Mivel már nem a falak, hanem a pillérek és támpillérek tartották a boltozatok terhét, kedvezőbbé váltak az erőátvitel feltételei. Ez a szerkezeti megoldás, valamint a boltívek csúcsívvé emelése lehetővé tette, hogy a vékonyabb falakon nagyobb ablakokat vághassanak. A gótika tágas és főleg magas templomai nemcsak a gyakorlati igényeknek feleltek meg, de az ég felé törekvést kifejező formák vallásos áhítatot is keltettek.
A reneszánsz téralakításának egyik újdonsága a középkori hosszhajós és a bizánci eredetű központos elrendezés egyesítése, a másik a tamburos kupola (a világ legnagyobb térfogatú kupolája: Santa Maria del Fiore székesegyház, Filippo Brunelleschi. A reneszánsz és a barokk építészete elérte a téráthidalás hagyományos anyagokkal elérhető felső határát; ezzel együtt a Pantheon átmérőjét a vasszerkezetek megjelenéséig csak megközelíteni sikerült.

## Téralakítás, tércsoportosítás
Az építményeket, illetve azok egyes részeit, a hozzájuk kapcsolódó fedetlen tereket (kerteket, udvarokat, utakat stb.) különböző rendező elvek alapján szervezik egységes szerkezetbe.

### Koncentrikus térszerkezetek
A koncentrikus szerkezetű terek legősibb formái a kőkorszaki alvógödrök és lombsátrak.
Ezek épített elemei egy középpont körül, jellemzően nagyjából izometrikus zárt vonalak (sokszögek vagy körök, ritkábban ellipszisek) mentén helyezkednek el. Ez a szervező elv nagyon ősi; a megalitikus építészetben klasszikus példája Stonehenge. A megalitikus építmények jellemzően tömbszerűek: belső terük egyáltalán nincs vagy minimális.
Az ókori egyiptomi építészet korai szakaszában ilyen jellegűek voltak a növényi anyagokból épült pavilonok, majd az egyiptomi építészet jellemzően tömbszerű építményei, a négyzet alapú gúlát formázó piramisok. Az újbirodalom idejét megszakító Amarna-reform megpróbálkozott a tengelyes és a centrális elrendezés kombinálásával, de ez a kísérlet folytatás nélkül halt el.
Jellemzően ilyenek az ókeresztény építészetben szokásban volt kerektemplomok.
Centrális épületek a romanikában is épültek, de szerepük a hosszanti elrendezésű épületekénél már jóval kisebb. A centrális templom lehet:
- nyolcszög alaprajzú (Aachen, palotakápolna)
- sokszög alaprajzú (Drüggelte, kápolna)
- kupolás körtemplom (Mantova, Rotonda di San Lorenzo)
- négykaréjos alaprajzú (Arles, Montmajour apátság)
- kombinált alaprajzú (Gravedona ed Uniti, Santa Maria del Tiglio)

### Megnyúlt térszerkezetek
A görög-római építészetre a hosszanti térszerkezetek jellemzőek. Ez a típus az ókeresztény építészetben háttérbe szorul, és a romanika idején kerül ismét előtérbe (miközben továbbra is épültek centrális jellegű épületek).
A román kor jellemzően megnyúlt egyházi épülettípusai:
- a leggyakoribb a bazilika ennek középhajója általában annyival magasabb az oldalhajóknál, hogy a templomteret be tudják világítani a gádorfalba vágott ablakok;
- a kora középkori háztemplom egy továbbfejlesztett változata teremtemplom. Apszisa nem ugrik ki az épületből, a belső térben nincsenek oszlopok, a falakba nagy ablakokat vágtak;
- A csarnoktemplom három hajója ugyanolyan magas, a fény az oldalfalakba vágott ablakokból jön. Főleg Európa délnyugati területein terjedt el;
- Az álbazilika mellékhajói csak kissé alacsonyabbak, mint a főhajó — nem annyival, hogy gádorfalakat alakíthassanak ki. Ez is a falakba vágott ablakokból kapja a fényt; a csarnoktemplom változatának tekinthető. Ugyancsak Európa délnyugati részén, főleg Poitou-ban gyakori (Poitiers, St. Pierre).

### Tengelyes (lineáris) térszerkezetek
A tengelyes (lineáris) térszerkezet nyílt színen út-, zárt térben folyosószerű. Tipikus példája az ezt a kettőt ritmikusan kombináló óegyiptomi templomépítészet. Az egyiptomi templomok tipizálódása már az óbirodalomban elkezdődött, de csak évezredes fejlődés után, az újbirodalomban véglegesült (Gerő). A halotti templom jellemző elemei:
- a Nílus partján álló völgytemplom, ahonnan a tényleges templomhoz vezető út indul;
- a templomhoz vezető út a dromosz; ami mellett mindkét oldalt szobrok állnak;
- a templomegyüttest kerítő falon nyílik az első pülón (kapu);
- ezt egy nyitott templomudvar követi, az után
- a második pülón vezet
- a hüposztil csarnokba, ami után
- a második templomudvar következik.
- Ezután egyre kisebb udvarok és termek váltogatják egymást egészen a szentélyig. Fontosabb termek:
  - a bárka terme,
  - a kápolnák,
  - a kincstárak (Hajnóczi).

Az egyre kisebbedő terek nyújtotta hamis perspektíva az egyiptomi építészek fő célját, a monumentalitást szolgálta.

## Határfelületek
Az egyes tereket, térrészeket sík, illetve ívelt felületű elemek határolhatják. Az ezeket megszakító térnyitó elemek határvonalai lehetnek egyenesek, íveltek vagy kerekek. Az egyes típusok elfordulása építészeti stílusonként erősen eltérő.
A támaszgerendás szerkezeteket alkalmazó egyiptomi, illetve ógörög építészetben a határfelületek jellemzően síkok, miként a nyeregtetők homlokfelülete (timpanon) is. Az álboltív ritka.
A boltív, illetve kupola, és vele a félkör, félhenger, illetve félgömb alakú határfelület a római építészetben tűnik fel és válik jellemzővé.
Az ókeresztény kerektemplomokra jellemző határfelületek a henger és a kúp. A romanikában a kerek formák főleg a stílus fő jellemzőjének tekintett rózsaablakokban, az ajtók, ablakok keretezésében és az apszisokban élnek tovább, de a térlezáró elemek többsége már sík.
A körívek helyére a gótikában a csúcsív lép és vele újfajta felületek:
- bordás keresztboltozat
- kantonált pillér stb.

Ezek az iszlám építészetben is gyakoriak.

### A felületek tagolása
A korai egyiptomi téglaépületek kötése, falsávos és csipkézett falpillér-rendszere az elő-ázsiaival rokon; azt valószínűleg közvetlenül Mezopotámiából vették át. Később a felületek (ide értve a homlokzatokat is) tagolása jóformán a koronapárkányra korlátozódik (Hajnóczi, p. 165.) Az ablakkal áttört felületek rendhagyóan ritkák voltak és mindig valamilyen külső hatásra utalnak (pl. III. Ramszesz halotti temploma).

## Tájolás
Egyes, alapvetően egyházi épületek szokás úgy építeni, hogy hossztengelyük valamely (alapvetően vallási) okból meghatározott irányba mutasson, bejáratuk valamely irányba nyíljon. A keresztény templomok ilyen jellegű tájolása a keletelés.